# Tokyo Tennis Classic 1975
Il Tokyo Tennis Classic 1975 è stato un torneo di tennis giocato sintetico indoor. È stata la 3ª edizione del Tokyo Tennis Classic, che fa parte del World Championship Tennis 1975. Si è giocato a Tokyo in Giappone dal 14 al 20 aprile 1975.

## Campioni

### Singolare maschile
Robert Lutz ha battuto in finale  Stan Smith con il punteggio di 6–4 6–4

### Doppio maschile
Robert Lutz /  Stan Smith hanno battuto in finale  John Alexander /  Phil Dent con il punteggio di 6–4, 6(6)–7, 6–2